# 亀崎駅
亀崎駅（かめざきえき）は、愛知県半田市亀崎常盤町にある、東海旅客鉄道（JR東海）武豊線の駅である。駅番号はCE05。

## 概要
大府駅と武豊駅を結ぶ武豊線の中間駅（途中駅）にあたる駅である。愛知県下で最初の鉄道である武豊線の開通にあわせ、1886年（明治19年）に開業した駅の一つでもある。駅の施設のうち木造駅舎は、開業当時から残る「日本最古の現役駅舎（日本最古の一覧参照）」として、同線半田駅の「日本最古の現役跨線橋」と共に多くの鉄道関連の書物にも紹介されている。但し、現在の駅舎は一度焼失して開業当時からのものではないという意見もある（後述）。
半田市北東部の亀崎地区に位置する。武豊線には起点の大府駅を除いて9か所駅が設置されているが、競合する名鉄が当駅付近まで来ていないこともあって乗車人員ベースで利用客が最も多い。

## 歴史
- 1886年（明治19年）3月1日：武豊・熱田（現・東海道本線）間の開通時に開業。旅客・貨物営業双方を行う一般駅であった[1]。
- 1895年（明治28年）3月7日：駅で火災発生、駅舎焼失？（諸説あり、後述）[2]
- 1909年（明治42年）10月12日：線路名称改定、武豊線の所属となる。
- 1929年（昭和4年）3月：駅舎拡張[3]。
- 1946年（昭和21年）4月：下り1番線を美濃窯業請願ホームまで延長[3]。
- 1975年（昭和50年）11月15日：貨物の取り扱いを廃止[1]。
- 1984年（昭和59年）2月1日：荷物の取り扱いを廃止[1]。業務委託駅となる[4]。
- 1987年（昭和62年）4月1日：国鉄分割民営化に伴い、東海旅客鉄道（JR東海）の駅となる。
- 2006年（平成18年）11月25日：ICカード「TOICA」の利用が可能となる。
- 2013年（平成25年）
  - 9月30日：JR全線きっぷうりばの営業を終了[5][6]。
  - 10月1日：集中旅客サービスシステム（現・お客様サポートサービス）の導入に伴い、終日無人化[5][6]。
- 2014年（平成26年）2月28日：バリアフリー整備が完了し、新たにエレベーターや多機能トイレの設備が使用可能になる[7]。

### 駅舎の建築時期
亀崎駅の駅舎は、しばしば「日本最古の現役駅舎」と紹介される。当駅舎を現存最古と紹介する説は『日本国有鉄道停車場一覧 昭和60年6月1日現在』にある「開通と同時に建築された国鉄最古の駅舎」が最古のものと見られ、以来、「M19年1月」（1886年（明治19年）1月）と記された建物資産標の表示から当駅舎を最古と紹介する文献は多い。
しかし、明治期に国有鉄道を運営していた逓信省鉄道局がまとめた『鉄道局年報』の明治27年度版には「當年度三月七日亀崎停車場本屋及駅長官舎並附属建物火災ニ罹リタルヲ以テ直ニ之カ假建物ヲ設ケ一時ノ急ニ應シタリ」とあり、1895年（明治28年）3月7日に亀崎駅にて火災があったとしている。また、翌年度の鉄道局年報には焼失した本屋と駅長官舎を再建したとの旨が記載されている。建物資産標の表示年は実際の竣工年と異なることが多くあり、当駅に関しても焼失の一件が建物資産標に反映されていない可能性がある。駅舎焼失が事実なら香川県の善通寺駅の駅舎が1889年（明治22年）築のため、当駅の「現役最古」説には疑問が残る。
ただし、焼失したのは官舎だけではないかとする地元住民からの証言もあり、火災翌日の扶桑新聞には「亀崎停車場官舎の焼失」の見出しで「昨午前二時半官舎より発火し（中略）全戸焼失し併せて電信機械を焼失」と報じられている。また、亀崎町発行の『亀崎誌』（1911年）には「停車場官舎の全焼」と記され、いずれも官舎が焼失したことを強調している。

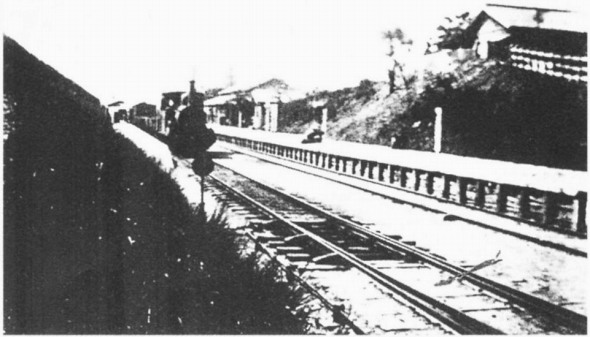
1912年8月[13]の亀崎駅
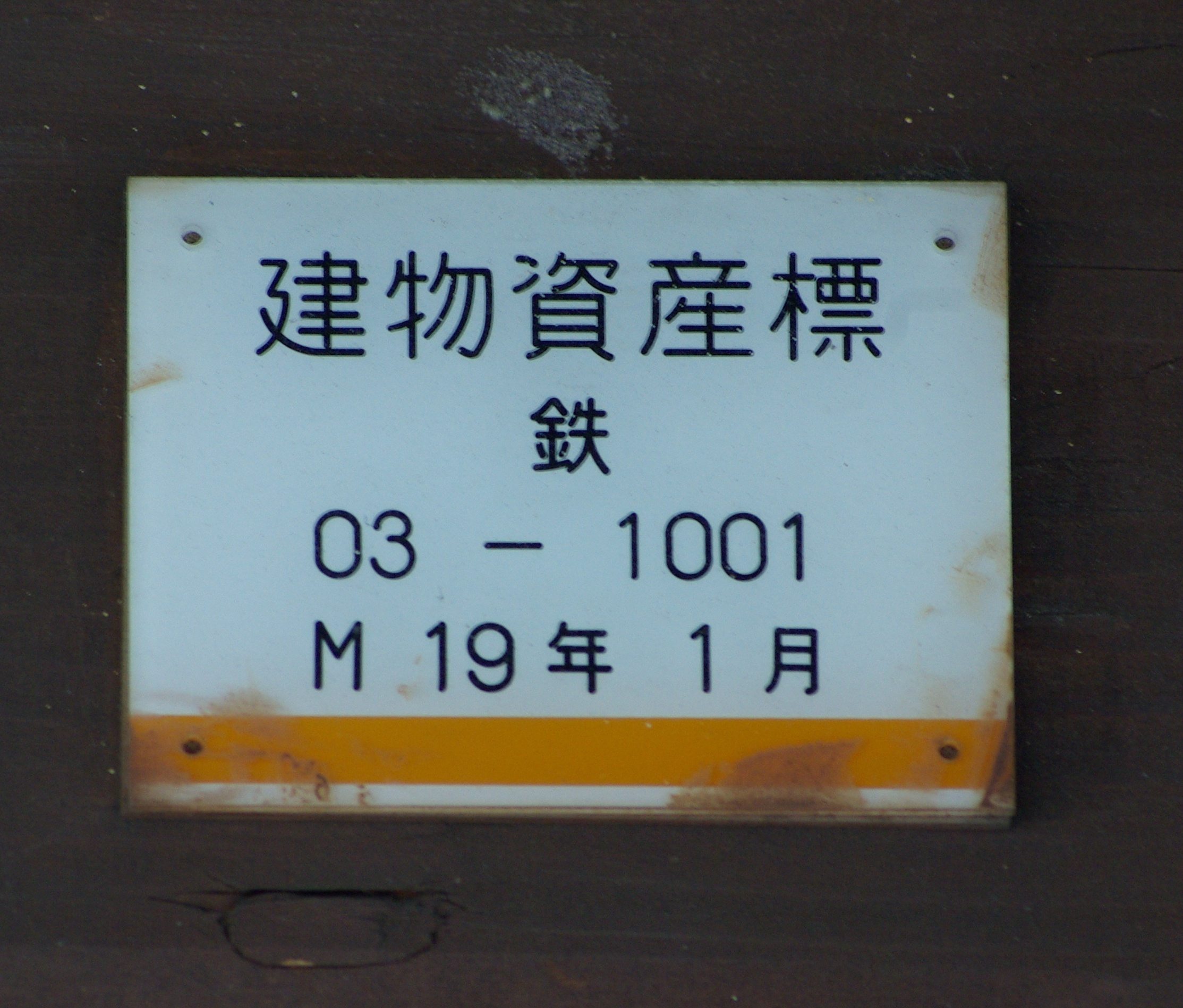
亀崎駅駅舎にある建物資産標。M19年の表示がある。
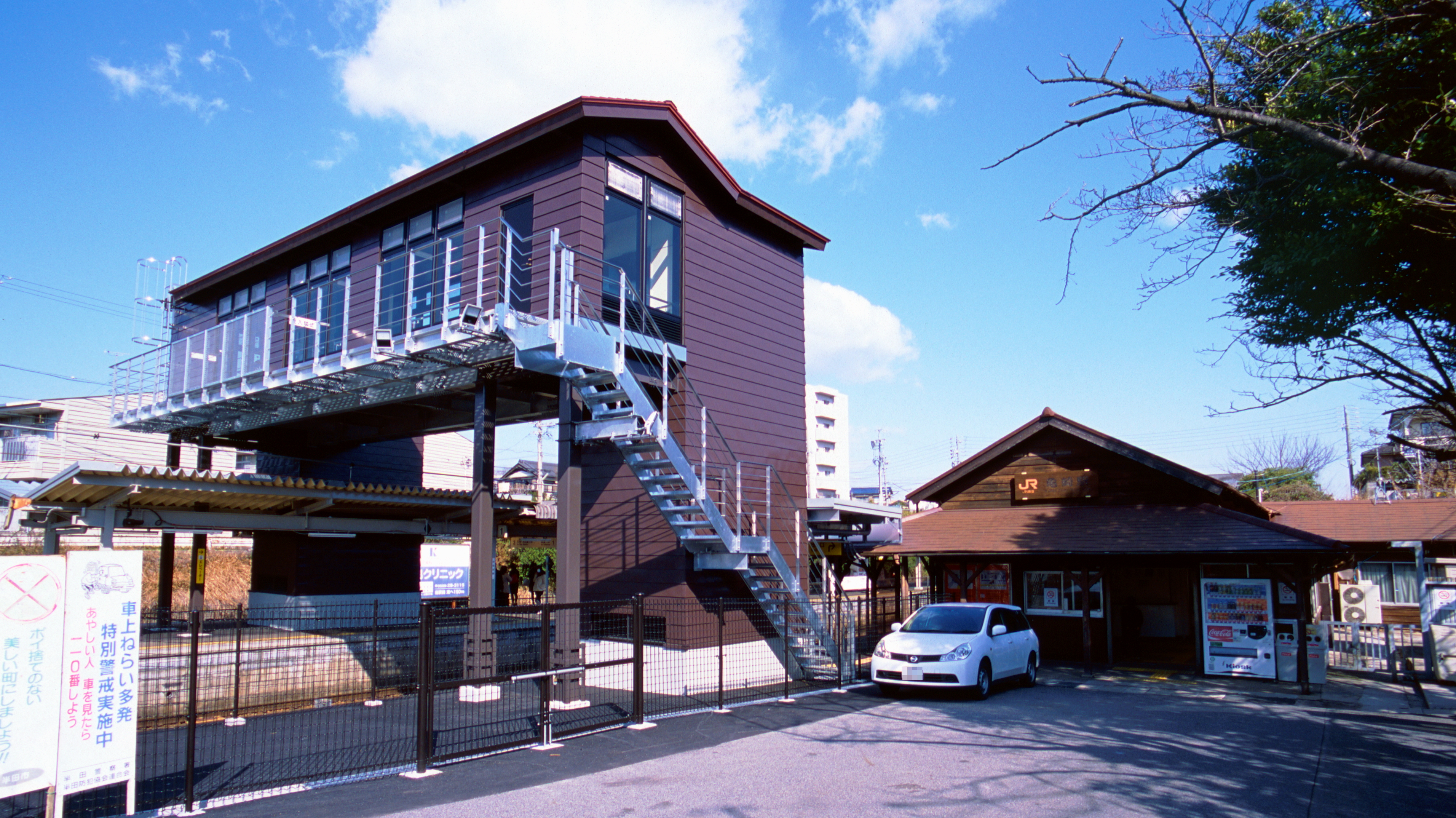
駅舎と2014年新設されたエレベータ付き跨線橋（2014年3月）

### 貨物営業
現在武豊線には貨物を取り扱う駅は存在しないが、かつては一部の駅で実施していた。亀崎駅もその駅の一つである。亀崎駅の貨物営業は、1886年の駅開業時に開始され、1975年の衣浦臨海鉄道半田線の開業にあわせて廃止された。末期（1974年10月以降）は車扱貨物のみを取り扱っていた。
亀崎駅には、駅北東に工場を構える美濃窯業の専用線が接続していた。1970年の「専用線一覧表」によれば、同社専用線は作業キロ・総延長キロともに0.1kmである。また、駅構内から同社工場まで私設軌道が武豊線に沿って敷設されていた時期もあったが、トラックに切り替えられて廃止された。
取り扱う貨物には、美濃窯業の製品である耐火煉瓦や、その原料の鉱石があった。

## 駅構造
島式ホーム1面2線の地上駅。交換駅であり、単線の武豊線で列車の交換が可能な駅の一つ。駅舎は構内東側に設置され、ホームとは1番線を跨ぐ跨線橋で繋がる。
大府駅管理の無人駅。かつては業務委託駅でJR全線きっぷうりばも設置されていたが、JR東海は2013年10月1日より当駅を含む6駅について「集中旅客サービスシステム（現・お客様サポートサービス）」を導入し、自動券売機・自動改札機を整備した上で遠隔案内によって一括的に管理されるようになり、無人化された。
かつては駅舎に直結したホームがあり、その跡が残る。

### のりば
| 番線 | 路線      | 方向 | 行先     | 備考 |
| ---- | --------- | ---- | -------- | ---- |
| 1    | CE 武豊線 | 下り | 武豊方面 |      |
| 2    | CE 武豊線 | 上り | 大府方面 |      |

（出典：JR東海:駅構内図）

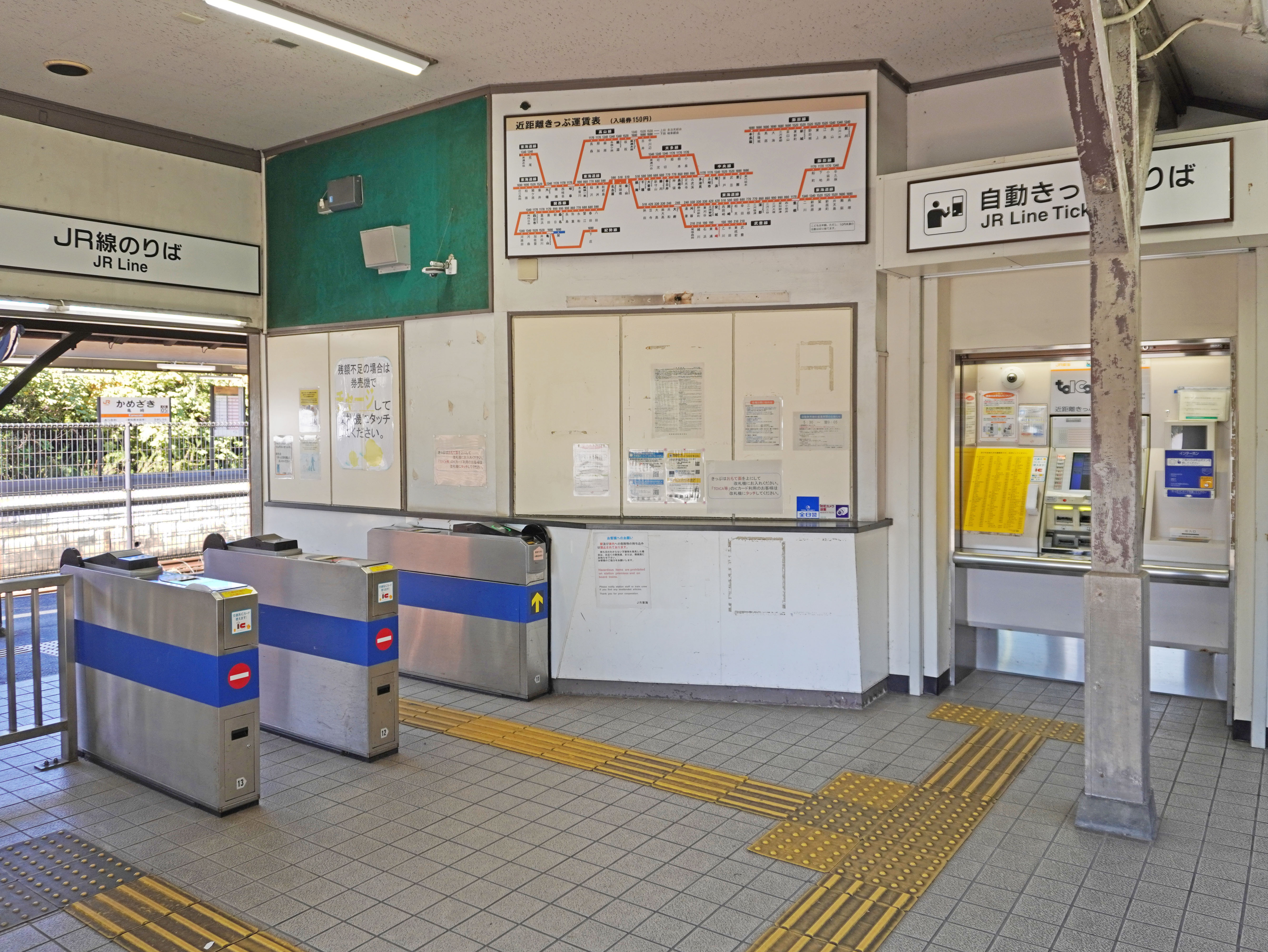
改札口（2022年11月）
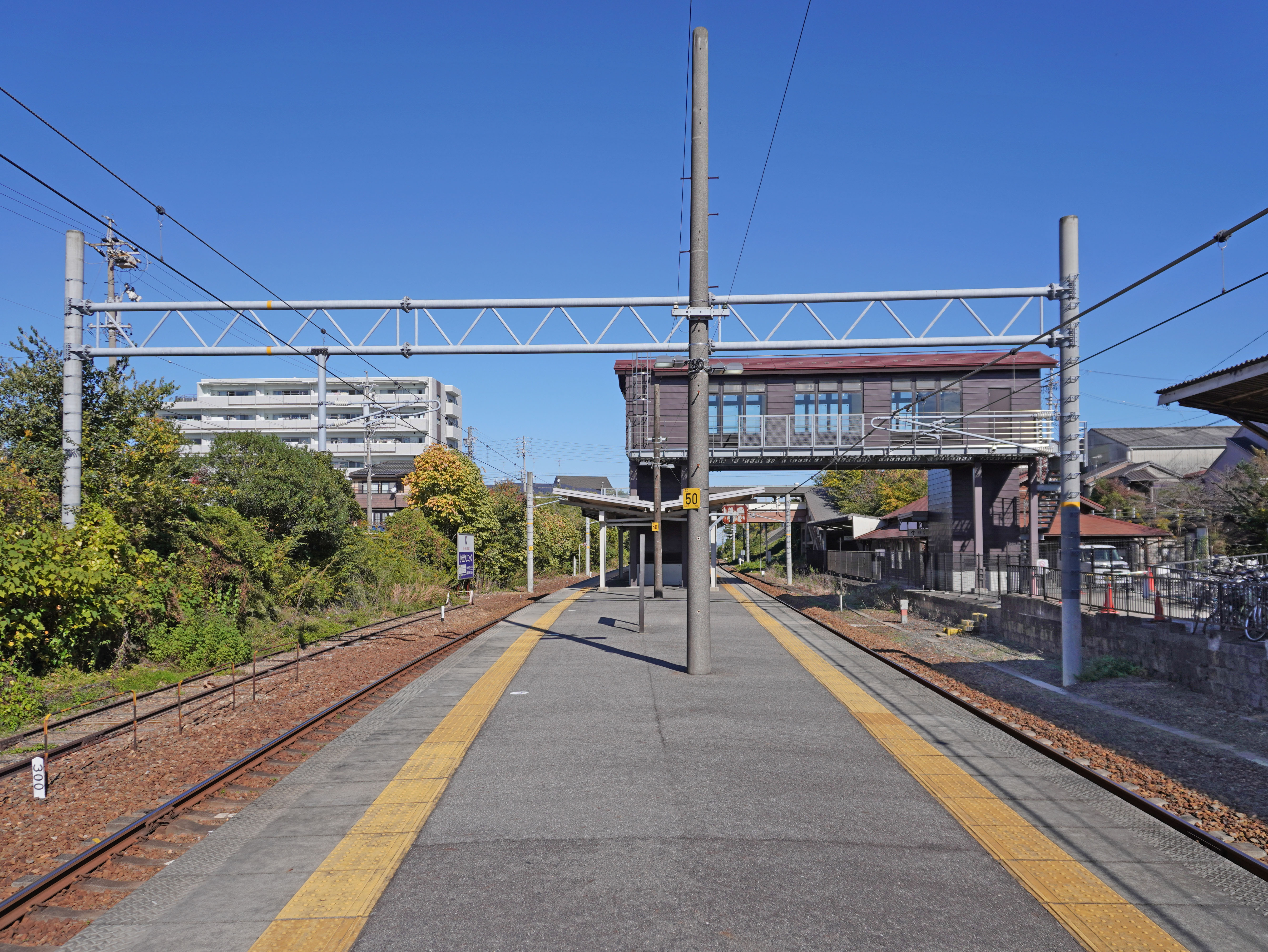
ホーム（2022年11月）
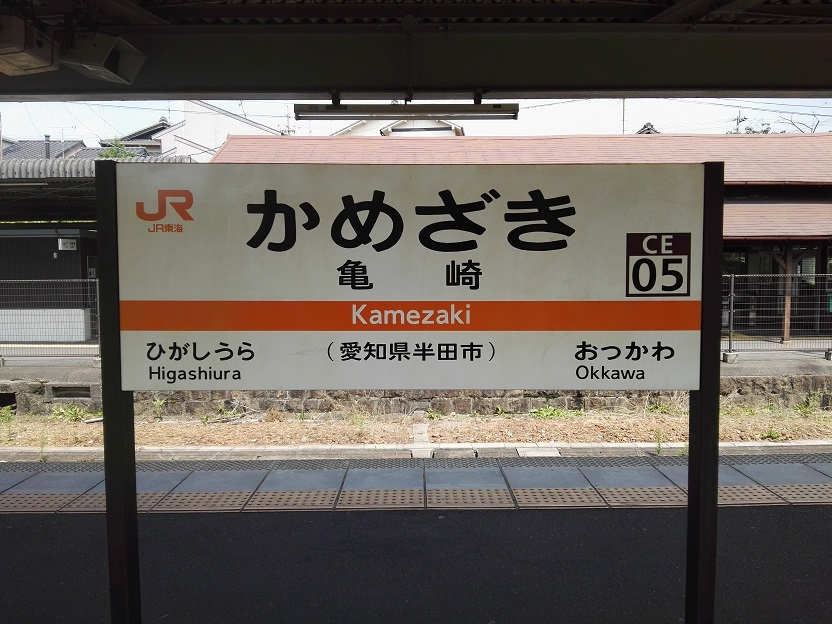
駅名標（2019年6月）

## 利用状況

### 旅客
「愛知県統計年鑑」および「知多半島の統計」によれば、1日平均の乗車人員は以下の通りであった。
| 1日平均の乗車人員の推移 | 1日平均の乗車人員の推移 | 1日平均の乗車人員の推移 |
| 年度                    | 乗車人員                | 出典・備考              |
| ----------------------- | ----------------------- | ----------------------- |
| 1950年                  | 1,943                   | [ 17 ]                  |
| 1951年                  | 2,144                   | [ 18 ]                  |
| 1952年                  | 2,034                   | [ 19 ]                  |
| 1953年                  | 2,030                   | [ 20 ]                  |
| 1954年                  | 2,046                   | [ 21 ]                  |
| 1955年                  | 2,028                   | [ 22 ]                  |
| 1956年                  | 2,206                   | [ 23 ]                  |
| 1957年                  | 2,380                   | [ 24 ]                  |
| 1958年                  | 2,481                   | [ 25 ]                  |
| 1959年                  | 2,496                   | [ 26 ]                  |
| 1960年                  | 2,749                   | [ 27 ]                  |
| 1961年                  | 2,668                   | [ 28 ]                  |
| 1962年                  | 2,624                   | [ 29 ]                  |
| 1963年                  | 2,741                   | [ 30 ]                  |
| 1964年                  | 2,689                   | [ 31 ]                  |
| 1965年                  | 2,811                   | [ 32 ]                  |
| 1966年                  | 2,852                   | [ 33 ]                  |
| 1967年                  | 2,888                   | [ 注釈 4 ] [ 34 ]       |
| 1968年                  | 2,655                   | [ 35 ]                  |
| 1969年                  | 2,433                   | [ 36 ]                  |
| 1970年                  | 2,252                   | [ 37 ]                  |
| 1971年                  | 2,098                   | [ 38 ]                  |
| 1972年                  | 2,003                   | [ 39 ]                  |
| 1973年                  | 1,971                   | [ 40 ]                  |
| 1974年                  | 2,022                   | [ 41 ]                  |
| 1975年                  | 1,910                   | [ 42 ]                  |
| 1976年                  | 1,843                   | [ 43 ]                  |
| 1977年                  | 1,758                   | [ 44 ]                  |
| 1978年                  | 1,638                   | [ 45 ]                  |
| 1979年                  | 1,632                   | [ 46 ]                  |
| 1980年                  | 1,548                   | [ 47 ]                  |
| 1981年                  | 1,462                   | [ 48 ]                  |
| 1982年                  | 1,558                   | [ 49 ]                  |
| 1983年                  | 1,480                   | [ 50 ]                  |
| 1984年                  | 1,388                   | [ 51 ]                  |
| 1985年                  | 1,245                   | [ 52 ]                  |
| 1986年                  | 1,215                   | [ 注釈 5 ] [ 53 ]       |
| 1987年                  | 1,219                   | [ 54 ]                  |
| 1988年                  | 1,282                   | [ 55 ]                  |
| 1989年                  | 1,383                   | [ 56 ]                  |
| 1990年                  | 1,472                   | [ 57 ]                  |
| 1991年                  | 1,620                   | [ 58 ]                  |
| 1992年                  | 1,688                   | [ 59 ]                  |
| 1993年                  | 1,771                   | [ 60 ] [ 61 ]           |
| 1994年                  | 1,791                   | [ 62 ] [ 61 ]           |
| 1995年                  | 1,927                   | [ 63 ] [ 61 ]           |
| 1996年                  | 1,951                   | [ 64 ] [ 65 ]           |
| 1997年                  | 1,899                   | [ 66 ] [ 65 ]           |
| 1998年                  | 1,914                   | [ 67 ] [ 68 ]           |
| 1999年                  | 1,871                   | [ 69 ] [ 70 ]           |
| 2000年                  | 1,913                   | [ 70 ]                  |
| 2001年                  | 1,907                   | [ 70 ]                  |
| 2002年                  | 1,953                   | [ 71 ]                  |
| 2003年                  | 1,947                   | [ 71 ]                  |
| 2004年                  | 1,977                   | [ 71 ]                  |
| 2005年                  | 2,042                   | [ 72 ]                  |
| 2006年                  | 2,069                   | [ 72 ]                  |
| 2007年                  | 2,169                   | [ 72 ]                  |
| 2008年                  | 2,157                   | [ 73 ]                  |
| 2009年                  | 2,184                   | [ 73 ]                  |
| 2010年                  | 2,249                   | [ 73 ]                  |
| 2011年                  | 2,230                   | [ 74 ]                  |
| 2012年                  | 2,185                   | [ 75 ]                  |
| 2013年                  | 2,245                   | [ 75 ]                  |
| 2014年                  | 2,263                   | [ 76 ]                  |
| 2015年                  | 2,369                   | [ 77 ]                  |
| 2016年                  | 2,573                   | [ 78 ]                  |
| 2017年                  | 2,703                   | [ 79 ]                  |
| 2018年                  | 2,739                   | [ 79 ]                  |
| 2019年                  | 2,782                   | [ 80 ]                  |
| 2020年                  | 2,253                   | [ 81 ]                  |
| 2021年                  | 2,362                   | [ 81 ]                  |
| 2022年                  | 2,503                   | [ 81 ]                  |
| 2023年                  | 2,632                   | [ 82 ]                  |

### 貨物・荷物
1950年度から1975年度（1975年11月取扱廃止）までの貨物の取扱量（発送および到着トン数）と、1972年度から1983年度（1984年2月取扱廃止）までの荷物の取扱量（発送および到着個数）は以下の表に示すとおりに推移していた。
| 貨物取扱量・荷物取扱量の推移  | 貨物取扱量・荷物取扱量の推移 | 貨物取扱量・荷物取扱量の推移 | 貨物取扱量・荷物取扱量の推移 | 貨物取扱量・荷物取扱量の推移 |
| 年度                          | 貨物                         | 貨物                         | 荷物                         | 荷物                         |
| 年度                          | 発送                         | 到着                         | 発送                         | 到着                         |
| ----------------------------- | ---------------------------- | ---------------------------- | ---------------------------- | ---------------------------- |
| 1950年度                      | 13,462t                      | 22,416t                      |                              |                              |
| 1951年度                      | 16,467t                      | 26,192t                      |                              |                              |
| 1952年度                      | 15,114t                      | 22,736t                      |                              |                              |
| 1953年度                      | 15,056t                      | 21,406t                      |                              |                              |
| 1954年度                      | 12,756t                      | 21,973t                      |                              |                              |
| 1955年度                      | 12,658t                      | 15,369t                      |                              |                              |
| 1956年度                      | 15,632t                      | 14,955t                      |                              |                              |
| 1957年度                      | 14,251t                      | 11,449t                      |                              |                              |
| 1958年度                      | 12,998t                      | 12,738t                      |                              |                              |
| 1959年度                      | 15,370t                      | 15,521t                      |                              |                              |
| 1960年度                      | 16,920t                      | 17,142t                      |                              |                              |
| 1961年度                      | 15,087t                      | 13,799t                      |                              |                              |
| 1962年度                      | 11,822t                      | 13,668t                      |                              |                              |
| 1963年度                      | 13,990t                      | 10,427t                      |                              |                              |
| 1964年度                      | 13,752t                      | 12,130t                      |                              |                              |
| 1965年度                      | 11,789t                      | 10,112t                      |                              |                              |
| 1966年度                      | 9,643t                       | 9,583t                       |                              |                              |
| 1967年度                      | 9,609t                       | 12,041t                      |                              |                              |
| 1968年度                      | 8,003t                       | 11,668t                      |                              |                              |
| 1969年度                      | 8,883t                       | 10,254t                      |                              |                              |
| 1970年度                      | 11,179t                      | 3,014t                       |                              |                              |
| 1971年度                      | 7,031t                       | 3,121t                       |                              |                              |
| 1972年度                      | 5,988t                       | 3,455t                       | 4,007個                      | 7,733個                      |
| 1973年度                      | 6,638t                       | 2,555t                       | 4,496個                      | 8,111個                      |
| 1974年度                      | 6,867t                       | 1,619t                       | 4,206個                      | 8,495個                      |
| 1975年度                      | 2,825t                       | 184t                         | 3,776個                      | 8,542個                      |
| 1976年度                      |                              |                              | 3,366個                      | 6,691個                      |
| 1977年度                      |                              |                              | 3,152個                      | 5,128個                      |
| 1978年度                      |                              |                              | 2,978個                      | 4,928個                      |
| 1979年度                      |                              |                              | 2,872個                      | 4,980個                      |
| 1980年度                      |                              |                              | 2,796個                      | 4,850個                      |
| 1981年度                      |                              |                              | 2,437個                      | 3,914個                      |
| 1982年度                      |                              |                              | 1,711個                      | 3,872個                      |
| 1983年度                      |                              |                              | 1,016個                      | 3,029個                      |
| ※出典は乗車人員の推移に同じ。 |                              |                              |                              |                              |

## 停車列車
亀崎駅には全列車が停車する。また、2018年3月のダイヤ改正まで運行されていた快速列車も停車した。

## 駅周辺

### 主な施設
- 半田市立亀崎幼稚園
- 半田市立高根保育園
- 半田市立亀崎小学校
- 半田市立亀崎中学校
- 半田市立亀崎図書館
- 愛知県立半田東高等学校
- 日本福祉大学半田キャンパス
- 神前神社
- 尾張三社
- 衣浦大橋
- 中京医薬品本社
- 美濃窯業亀崎工場
- 望洲楼
- ホテルルートイン半田亀崎
- スーパーセンタートライアル半田亀崎店

### バス路線
- 半田市公共交通バス「ごんくる」亀崎・有脇線「亀崎駅」停留所
  - かつては知多乗合（知多バス）により、知多半田駅や県社前を経由して三河高浜駅へ至る一般路線バスが運行されていたが、三河高浜駅が廃止されたのち、半田市内の区間もコミュニティバスへ再編され廃止された。

## 隣の駅
東海旅客鉄道（JR東海）
CE 武豊線
■区間快速・■普通
東浦駅 (CE04) - 亀崎駅 (CE05) - 乙川駅 (CE06)